# بیلی یانک

بیلی یانک بر روی جلد کتابی با همین نام

بیلی یانک (به انگلیسی: Billy Yank) نماد تجسم‌بخشی به ایالت‌های شمالی آمریکا یا به صورت دقیق‌تر اتحادیه در خلال جنگ داخلی آمریکاست. یانک از یانکی که لفظ عامیانه‌ای برای اهالی نیو انگلند می‌باشد مشتق شده‌است. در دههٔ ۱۸۶۰ کارتون‌های سیاسی از بیلی یانک و نقطهٔ مقابلش، جانی رب، به عنوان نمادهای دو طرف درگیر در جنگ داخلی آمریکا استفاده می‌کردند.